# Clemens Thieme (Komponist)
Clemens Thieme (* 7. September 1631 in Großdittmannsdorf bei Dresden; † 27. März 1668 in Zeitz) war ein deutscher Komponist des Barock.

## Leben
Clemens Thieme erlernte bereits in jungem Alter die ersten musikalischen Grundlagen bei dem Theorbisten und Tenoristen Philipp Stolle  (1614–1675) in Dresden. Im Alter von 11 Jahren begleitete er im September 1642 Heinrich Schütz und Matthias Weckmann als Kapellknabe nach Kopenhagen. Nach Einsetzen des Stimmbruchs kehrte er nach Dresden zurück, wo er auf Kosten des Kurfürsten Unterricht auf verschiedenen Instrumenten erhielt. Im Jahr 1651 wurde er Instrumentalist in der kurfürstlich-sächsischen Kapelle, wo er vom Vizekapellmeister Christoph Bernhard in Komposition unterrichtet wurde. Er heiratete im Jahr 1659 die Apothekerstochter Emilie Jockawort, mit welcher er drei Söhne und drei Töchter hatte. 
Nachdem er sich 1663 vergeblich um eine Anstellung in Hamburg bemüht hatte, wurde er auf Vermittlung von Heinrich Schütz zum Oberinstrumentenmeister, später als Konzertmeister in die neu gegründete Hofkapelle des Moritz von Sachsen an den Hof in Zeitz berufen. Hier starb er bereits im Jahr 1668.

## Werke
Zu Thiemes Lebzeiten wurden keine Werke gedruckt, die Sonaten entsprechen in etwa dem Stil der Werke Johann Rosenmüllers. 
- Mehrere 5 bis 6 stimmige Sonaten (Suiten)
- Messen
- Deutsches Magnificat
- Jesu dulcis memoria, Verlag C. Hofius Ammerbuch 2007
- Nunc dimittis, Verlag C. Hofius Ammerbuch 2007
- Psalm-Vertonungen